# Miconia arbutifolia
Miconia arbutifolia là một loài thực vật có hoa trong họ Mua. Loài này được Naudin mô tả khoa học đầu tiên.